# Atola
Atola är en ort i Mexiko.   Den ligger i kommunen Zoquitlán och delstaten Puebla, i den sydöstra delen av landet, 250 km sydost om huvudstaden Mexico City. Atola ligger 2 348 meter över havet och antalet invånare är 249.
Terrängen runt Atola är huvudsakligen kuperad, men österut är den bergig. Runt Atola är det ganska tätbefolkat, med 111 invånare per kvadratkilometer. Närmaste större samhälle är Coxcatlán, 17,8 km sydväst om Atola. I omgivningarna runt Atola växer i huvudsak blandskog.